# Asplenium dentatum
Asplenium dentatum är en svartbräkenväxtart. Asplenium dentatum ingår i släktet Asplenium och familjen Aspleniaceae.

## Underarter
Arten delas in i följande underarter:
- A. d. barbadense
- A. d. dentatum
- A. d. jamaicense